# Wilhelm Bernhard Mönnich
Wilhelm Bernhard Mönnich (* 4. Februar 1799 in Berlin; † 8. August 1868 in Stuttgart) war ein deutscher Pädagoge, Anhänger der Turnerbewegung und Burschenschafter.

## Leben
Wilhelm Bernhard Mönnich war ein Sohn aus der Ehe des Geheimen Oberberg- und Baurats Bernhard Friedrich Mönnich mit Amalia Karoline Leßmann. Er hatte einen Zwillingsbruder namens Carl Friedrich, der im Alter von acht Jahren starb.
Mönnich erhielt einen Teil seiner Gymnasialbildung am Gymnasium zum Grauen Kloster in Berlin. Sein Lehrer dort in Deutsch und Turnen war Turnvater Jahn. Mönnich wechselte dann nach Breslau, wo ihn Harnisch unterrichtete, und meldete sich als Freiwilliger zum Feldzug von 1815. Danach begann er sein Studium in Breslau, setzte es in Jena fort und beendete es schließlich in Bonn, weil die preußischen Studenten Jena verlassen mussten. In Breslau wurde er 1816 Mitglied der Landsmannschaft Teutonia und war 1817/18 Mitgründer der Breslauer Burschenschaft. In Jena wurde er 1818 Mitglied der Urburschenschaft, in Bonn 1819 Mitglied der dortigen Burschenschaft.
Ein Sohn Fellenbergs berief ihn 1821 nach Hofwil. Zwei Jahre später wechselte er an die Sekundarschule in Lenzburg im Kanton Aargau, ehe er in der Redaktion der Europäischen Blätter zu arbeiten begann. Nach deren Verbot ging er 1825 zu Cotta nach Stuttgart, wo er sich 1827 mit seinem Freund Wolfgang Menzel verschwägerte, indem er die Pfarrerstochter Auguste Luise Friederike Bilfinger heiratete. Das erste Kind aus dieser Verbindung wurde schon 1825 geboren, ein Sohn namens Wilhelm Bernhard, der 1853 als Student in Tübingen starb.
1828 wurde er Redakteur des Cotta-Blattes Inland in München. Ein Jahr darauf wechselte er nach Nürnberg, wo er Rektor der höheren Bürgerschule wurde. Obwohl er Ehrenbürger in Nürnberg geworden war, folgte er 1845 einem Ruf zurück nach Hofwyl. Die dortige Lehranstalt wurde aber wegen des Sonderbundskrieges geschlossen, so dass Mönnich erneut seinen Arbeitsplatz und Wohnort wechseln musste. Er wurde 1848 Professor für deutsche Sprache und Literatur am oberen Gymnasium in Stuttgart. 1850 wurde er Vorstand des Seminars in Urach und 1854 Rektor des Gymnasiums und der Realschule in Heilbronn. Wegen eines Gichtleidens trat er 1860 in den Ruhestand. Sein Nachfolger als Schulleiter in Heilbronn wurde Christoph Eberhard Finckh. Mönnich war zeitweise Herausgeber der Pädagogischen Blätter.
Gustav von Schmoller erklärte in seinen Jugenderinnerungen, von seinen Lehrkräften am Heilbronner Gymnasium hätten, vor allem in den unteren Klassen, die meisten nichts getaugt. Finckh etwa habe „alles, was er konnte,“ getan, um ihm die griechische Lektüre durch Langeweile zu verleiden. Aber umso höher habe der Unterricht bei  Professor Julius Rieckher gestanden und „das Beste“ sei Rektor Mönnichs Unterricht in deutscher Literatur und Geschichte gewesen.

## Mönnich und das Turnwesen
Mönnich war ein Verfechter des Turnwesens und verfolgte damit einen ganz bestimmten Zweck. Seine Schrift Das Turnen und der Kriegsdienst, 1843 in Stuttgart erschienen, beginnt mit den Worten: „Der ewige Frieden ist ein Traum, den man sich aus dem Sinn schlagen muß, so wohl er Einem auch gefällt; denn nichts ist gewisser, als daß an seine Verwirklichung, wenn überhaupt, so doch auf keinen Fall in den nächsten tausend Jahren zu denken ist. Daher bleibt nichts Anderes übrig, als stets auf Krieg gefaßt, in jedem Augenblicke zum Kriege gerüstet zu seyn [...]“ In diesem Tenor geht es weiter. Deutschland werde, „wenn es auf der Bahn weltgeschichtlicher Ehre, die es betreten hat, fortschreitet, über kurz oder lang, mit dem Westen oder Osten, vielleicht mit beiden zugleich, ja mit dem größten Theil Europa's in einen Kampf auf Tod und Leben verwickelt werden.“ Deshalb müssten schon die jungen Leute auf den Kriegsdienst vorbereitet werden. Es sei nämlich sonst „zu besorgen und auch schon durch manche traurige Erfahrung bestätigt, daß, wenn [...] Kraft und Gewandtheit steigernde Übungen mit den schon versteiften Soldaten vorgenommen werden“ sollten, „diese der [...] Anstrengung früher oder später erliegen.“ Früher habe es, so Mönnich, auch sogenannte Turnfahrten gegeben, mehrtägige oder mehrwöchige Wanderungen, bei denen „eine gewisse Marschordnung beobachtet“ worden sei. Mittlerweile, „wo man die Jugend ohne erwachsenen Führer herumlaufen“ lasse, sei das leider nicht mehr immer der Fall, genau wie die Disziplin beim Kampieren und Pausieren nicht mehr eingehalten werde. Täglich mindestens eine Stunde Turnunterricht sei in allen Schulen vonnöten. Neben jeden Turnplatz müsse ein Turnhaus gebaut werden. Beides müsse in einer guten, gesunden Lage liegen, weder „an dem Staub der Heerstraßen, noch in feuchter Niederung, noch auch zwischen Häusern“ solle die Anlage sich befinden, sondern am besten auf einer „Anhöhe, die von einem Gehölz bekrönt“ sei. „Keine Schule zu Stadt und zu Land darf mehr ohne ihren Turnlehrer, Turnplatz und Turnsaal seyn und von allen Schülern muss täglich mindestens eine Stunde, Mittwochs und Sonnabends den ganzen Nachmittag, und zwar von zwei Uhr an, geturnt werden. Alle Monate ist eine kleinere Turnfahrt von anderthalb Tagen; alle Vierteljahr eine größere von mindestens einer Woche vorzunehmen“, forderte Mönnich und erläuterte auf den letzten Seiten seiner Schrift über das Turnen und den Kriegsdienst, wie die Einrichtung des Turnunterrichts und die Versorgung mit Lehrkräften seiner Meinung nach auszusehen habe.

## Publikationen
- Grundriß zur Schulgrammatik der deutschen Sprache, Nürnberg 1840
- Jugend- und Bildungsgeschichten merkwürdiger Männer und Frauen, Nürnberg 1841
- Das Turnen und der Kriegsdienst, Stuttgart 1843
- Festgabe zur zweihundertjährigen Stiftungsfeier des Pegnesischen Blumenordens, Nürnberg 1844
- Dr. Martin Luther, Nürnberg 1846
- Nibelungen- und Kudrun-Lieder für Schulen ausgewählt und nebst Formenlehre, Wörterbuch und einigen Gothischen und Althochdeutschen Sprachproben herausgegeben, Stuttgart 1852
- Schiller, der Dichter nach dem Herzen der Nation, Heilbronn 1859
- Die deutschen Turnübungen. Eine Vorschule für den Kriegsdienst, Metzler 1861